# Branchiostoma africae
Branchiostoma africae är en ryggsträngsdjursart som beskrevs av Carl Leavitt Hubbs 1927. Branchiostoma africae ingår i släktet Branchiostoma och familjen lansettfiskar. Inga underarter finns listade.